# Biblioteca dell'Orticoltura

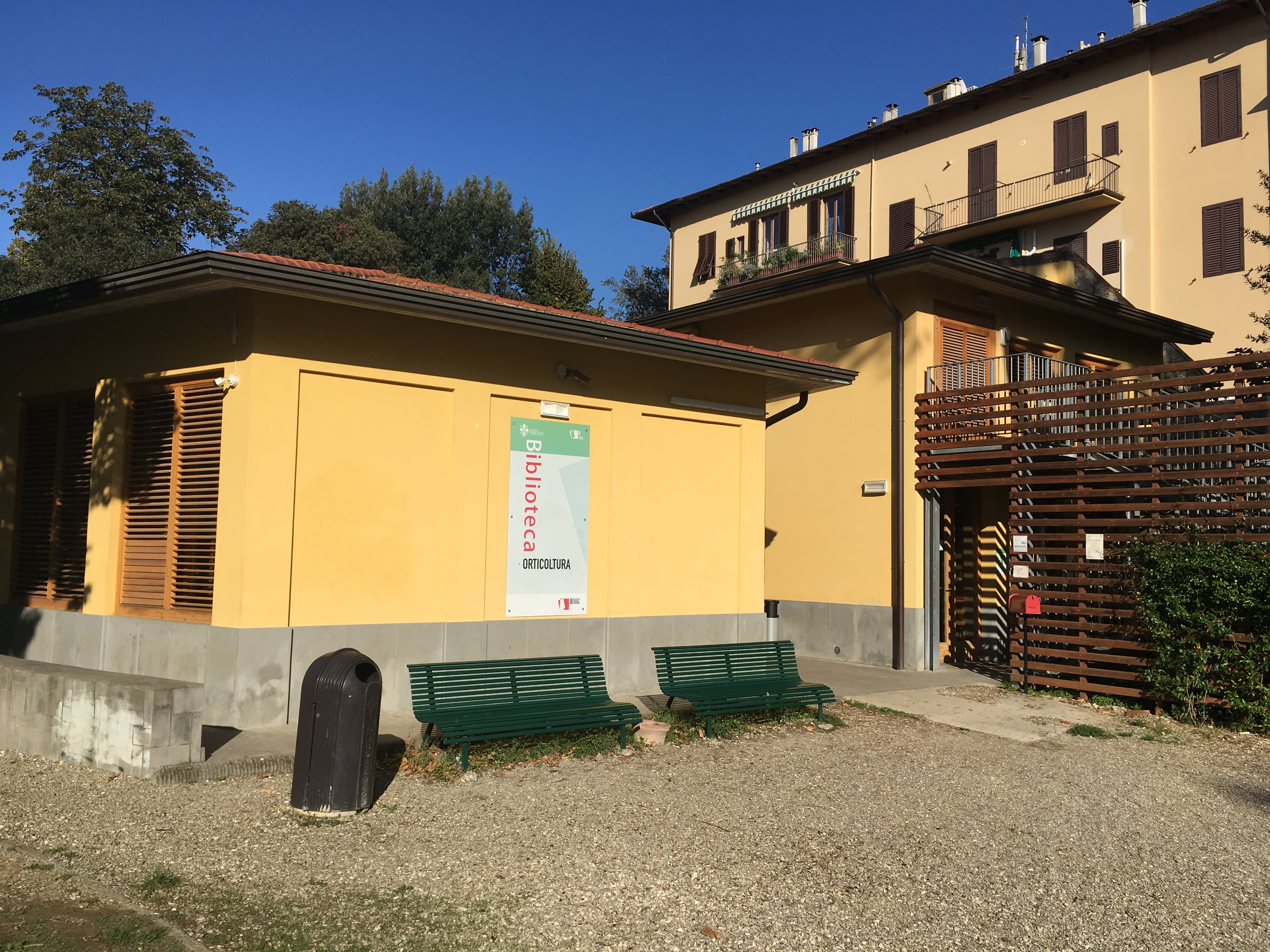
Ingresso della Biblioteca dell'Orticoltura.

La Biblioteca dell'Orticoltura, sita all'interno del giardino dell'Orticoltura di Firenze, è una delle 13 Biblioteche Comunali fiorentine.

## Storia
La Biblioteca, fondata negli anni Sessanta, ha trovato per circa quarant’anni la sua sede in un piccolo prefabbricato immerso nel Giardino dell'Orticoltura. Nel 2011 è stata completamente ricostruita in muratura, nelle vicinanze della neoclassica Loggetta Bondi e del Tepidarium del Roster, elegante serra ottocentesca in ghisa e vetro progettata da Giacomo Roster nel 1880. Grazie alla sua posizione privilegiata, nel cuore di un giardino storico, la Biblioteca si è affermata nel tempo come un importante punto di riferimento per gli abitanti del quartiere e per la comunità studentesca.

## Descrizione
Lo spazio si sviluppa su due livelli collegati, con un ambiente unico. Le collezioni sono disposte a scaffale aperto, facilmente accessibili al pubblico, e l'intera struttura è coperta da rete Wi-Fi.
Al piano terra si trova il front office, dove è possibile ricevere informazioni, iscriversi ai servizi, effettuare ricerche bibliografiche e prendere in prestito i materiali. In questa sala sono anche disponibili quotidiani, riviste e le ultime novità editoriali. Sempre al piano terra si collocano lo spazio dedicato a bambini e ragazzi e il Baby Pit Stop, attrezzato con fasciatoio e poltrona per l’allattamento.
Accanto alla narrativa italiana e straniera, alla saggistica e ai materiali multimediali, la Biblioteca offre numerose sezioni tematiche distribuite sui due piani: piante e fiori, bambini e ragazzi, genitori e figli, film e audiolibri, lavoro e concorsi, teatro, guide turistiche, libri in lingua originale per adulti e ragazzi, lettura facilitata, fumetti, fantasy e fantascienza, oltre a una sezione dedicata alla storia e alla cultura locale.

### Sezione Locale
La Sezione Locale della Biblioteca dell'Orticoltura è nata con l’intento di conservare, valorizzare e rendere accessibili i documenti che raccontano la storia, l’economia, la vita politica e, più in generale, la cultura di Firenze.
I temi trattati sono molteplici e spaziano tra diverse discipline: dalla storia generale all’architettura, dai musei alle chiese fiorentine, dall’ambiente al folklore. Particolare attenzione è riservata alle pubblicazioni sull’alluvione di Firenze e ai volumi dedicati al quartiere che ospita la biblioteca.
Il patrimonio della Sezione conta circa 600 volumi, tutti disponibili a scaffale aperto e liberamente consultabili. La maggior parte è accessibile al prestito, con l’eccezione di alcune edizioni rare, conservate a tutela del loro valore.